# Portrait d'Elisabetta Gonzaga
Le Portrait d'Elisabetta Gonzaga (en italien Ritratto di Elisabetta Gonzaga) est une peinture à l'huile sur bois de  52,5 × 37,3 cm, réalisée par peintre Raphaël vers 1504-1505 environ, et conservée au musée des Offices, à Florence.

## Histoire
L'œuvre a été signalée pour la première fois le 14 août 1773 lors de son transfert du palais Pitti à la garde-robe grand-ducale.
Les hypothèses les plus accréditées lient ce travail aux commandes des Montefeltro et Della Rovere à Raphaël qui réalisa une série d'œuvres lesquelles quittèrent Urbino pour Florence comme dot de Vittoria della Rovere (1625).
Comme pour Le Jeune Homme à la pomme du même musée, l'œuvre a été attribuée à divers artistes. Lors de l'inventaire de 1784, il est attribué à l'école de Giovanni Bellini) tandis qu'à celui de 1825 à Andrea Mantegna, nom qui apparaît tout au long du XIXe siècle. Crowe et Giovanni Battista Cavalcaselle citèrent Francesco Bonsignori, G. Novelli à Giovan Francesco Caroto, Filippini à Cesare Tamaroccio, et Bode à un maître véronais influencé par Mantegna.
C'est Émile Durand-Gréville qui pour la première fois, en 1905, cita Raphaël comme possible auteur de l'œuvre. D'autres historiens de l'art comme Gronau, Ortolani, Roberto Longhi, Volpe, Camesasca, suivis plus récemment par Jürg Meyer zur Capellen (2001) furent partisans de cette attribution.
Une autre source évoque le peintre Francesco Francia (Brizio, Salvini), hypothèse qui n'est pas très éloignée de l'attribution à Raphaël vu que certains chercheurs reconnaissent indirectement une influence du peintre bolonais par l'intermédiaire de Timoteo Viti auparavant actif à Bologne et collaborateur de l'atelier paternel du peintre à Urbino. Aujourd'hui, l'œuvre est exposée avec l'attribution à Raphaël avec comme pendant le Portrait de Guidobaldo Ier de Montefeltro.
Les sources anciennes rappellent un portrait de Raphaël pour Elisabetta Gonzaga, dame cultivée, grande connaisseuse des lettres et des arts qui a été sa commanditaire. Sur l'envers du tableau figure effectivement l'inscription « Isabella Mantovana, moglie del duca Guido[baldo] ».
La datation du tableau est basée sur des données stylistiques ainsi que sur l'évaluation de l'âge de la duchesse née en 1471, donc un peu plus que trentenaire.
L'œuvre est similaire au Portrait d'Emilia Pia de Montefeltro, courtisane d'Elisabetta, tableau aujourd'hui conservé au Baltimore Museum of Art.

## Description
Elisabetta Gonzaga épouse de Guidobaldo Ier de Montefeltro est représentée de face, à la manière médiévale, plutôt archaïque.
Ses cheveux sont probablement rassemblés en un coazzone trenzale, une longue tresse qui est visible dans un de ses portraits sur une médaille conservée au British Museum. Les détails physiques même ceux esthétiquement imparfaits sont traités par l'artiste avec une objectivité raffinée qui ne porte pas atteinte à la dignité du personnage. Elle porte un riche habit en tissu sombre avec des inserts qui forment des bandes horizontales et verticales alternées avec raffinement dont le décolleté est de forme carrée et présente une bordure claire avec des brodures dorées de sujets probablement allégoriques.
Sur son front, le bijou-scorpion est une impresa[Quoi ?] à vocation apotropaïque à rapprocher du  S (Scorpio), que Baldassare Castiglione dans Le Livre du courtisan décrit comme propriété de la duchesse. Une longue chaîne déliée sur le côté et nouée au passage central pend à son cou.
Le paysage à l'arrière-plan rappelle des modèles léonardesques surtout avec l'éperon rocheux sur la droite semblable à celui présent dans le tableau La Madone Terranuova, de la même période.

## Sources
- (it) Cet article est partiellement ou en totalité issu de l’article de Wikipédia en italien intitulé « Ritratto di Elisabetta Gonzaga » (voir la liste des auteurs).